# The Boss Baby (franciză)
Franciza The Boss Baby creată de DreamWorks Animation este compusă din:

## Filme
- The Boss Baby: Cine-i șef acasă? (2017)
- Boss Baby: Afaceri de familie (2021)